# Stefan Stepanov
Pour les articles homonymes, voir Stepanov.
Stefan Sergueïevitch Stepanov - en russe : Стефан Сергеевич Степанов - (né le 23 septembre 1992 à Iekaterinbourg en Russie) est un joueur professionnel russe de hockey sur glace. Il évolue au poste de défenseur.

## Biographie

### Carrière en club
En 2008, il débute en senior avec les Krylia Sovetov dans la Pervaïa liga, le deuxième échelon national. Il est choisi par l'Atlant Mytichtchi au cours du repêchage d'entrée dans la KHL 2009 en première ronde en 20e position. Sélectionné en première ronde en 39e position par les Wolves de Sudbury au cours du repêchage européen de la Ligue canadienne de hockey, il part en Amérique du Nord. Après sept matchs dans la Ligue de hockey de l'Ontario, son contrat est résilié après qu'il a transgressé les règles de l'équipe en dehors de la glace. Il retourne alors aux Krylia Sovetov. Le 28 mai 2010, il est échangé au HK CSKA Moscou en retour d'Aleksandr Kouznetsov. Il joue son premier match dans la KHL le 6 décembre 2010 chez l'Avtomobilist Iekaterinbourg. Il remporte la Coupe Kharlamov 2011 avec la Krasnaïa Armia, équipe réserve du CKSA Moscou dans la Molodiojnaïa Hokkeïnaïa Liga.

### Carrière internationale
Il représente la Russie en sélection jeune.

## Statistiques

### En club
| Saison    | Équipe                      | Ligue         |    | Saison régulière | Saison régulière | Saison régulière | Saison régulière | Saison régulière |   | Séries éliminatoires | Séries éliminatoires | Séries éliminatoires | Séries éliminatoires | Séries éliminatoires |
| Saison    | Équipe                      | Ligue         | PJ | B                | A                | Pts              | Pun              | PJ               | B | A                    | Pts                  | Pun                  |                      |                      |
| 2008-2009 | Krylia Sovetov              | Vyschaïa Liga | 8  | 0                | 0                | 0                | 10               |                  |   |                      |                      |                      |                      |                      |
| 2009-2010 | Wolves de Sudbury           | LHO           | 7  | 0                | 1                | 1                | 4                |                  |   |                      |                      |                      |                      |                      |
| 2009-2010 | Krylia Sovetov 2            | Pervaïa liga  |    |                  |                  |                  |                  |                  |   |                      |                      |                      |                      |                      |
| 2010-2011 | Krasnaïa Armia              | MHL           | 36 | 4                | 11               | 15               | 34               | 8                | 1 | 0                    | 1                    | 0                    |                      |                      |
| 2010-2011 | HK CSKA Moscou              | KHL           | 7  | 0                | 2                | 2                | 2                | -                | - | -                    | -                    | -                    |                      |                      |
| 2011-2012 | Avtomobilist Iekaterinbourg | KHL           | 24 | 0                | 0                | 0                | 14               | -                | - | -                    | -                    | -                    |                      |                      |
| 2011-2012 | Avto                        | MHL           | 17 | 3                | 10               | 13               | 16               | -                | - | -                    | -                    | -                    |                      |                      |
| 2012-2013 | Avtomobilist Iekaterinbourg | KHL           | 20 | 0                | 0                | 0                | 8                | -                | - | -                    | -                    | -                    |                      |                      |
| 2012-2013 | Avto                        | MHL           | 2  | 0                | 2                | 2                | 4                | -                | - | -                    | -                    | -                    |                      |                      |
| 2012-2013 | Devils d'Albany             | LAH           | 1  | 0                | 0                | 0                | 0                | -                | - | -                    | -                    | -                    |                      |                      |
| 2013-2014 | Atlant Mytichtchi           | KHL           | 1  | 0                | 0                | 0                | 0                | -                | - | -                    | -                    | -                    |                      |                      |
| 2013-2014 | Bouran Voronej              | VHL           | 4  | 1                | 1                | 2                | 0                | 4                | 0 | 0                    | 0                    | 0                    |                      |                      |
|           |                             |               |    |                  |                  |                  |                  |                  |   |                      |                      |                      |                      |                      |
| 2018-2019 | Orlik Opole                 | PHL           | 13 | 3                | 1                | 4                | 2                | -                | - | -                    | -                    | -                    |                      |                      |
| 2019-2020 | Dinamo Tver                 | VHL           | 2  | 0                | 1                | 1                | 2                | -                | - | -                    | -                    | -                    |                      |                      |
| 2019-2020 | CSK VVS Samara              | VHL           | 4  | 0                | 0                | 0                | 0                | -                | - | -                    | -                    | -                    |                      |                      |

### En équipe nationale
| Année | Compétition                          |   | PJ | B | A | Pts | Pun | +/-             |  | Résultat |
| 2010  | Championnat du monde moins de 18 ans | 7 | 0  | 3 | 3 | 8   | +1  | Quatrième place |  |          |